# Armen Alchian
Armen Albert Alchian (ur. 12 kwietnia 1914 we Fresno, Kalifornia, zm. 19 lutego 2013 w Los Angeles) – amerykański ekonomista, profesor honorowy na University of California w Los Angeles. Zanim zaczął wykładać na UCLA pracował jako ekonomista dla RAND Corporation.
Współautor (razem z Williamem R. Allenem) klasycznego już podręcznika University Economics.
Publikacje
- 1950 Niepewność, rozwój i teoria ekonomii, Journal of Political Economy
- 1959 Koszty i produkcja, The Allocation of Economic Resources
- 1978 Siły ekonomii w praktyce (jeden z najbardziej znanych artykułów Alchiana)
- 1993 Prawa własności opublikowane w encyklopedii The Concise Encyclopedia of Economics, Liberty Fund